# Eleusis (organizacja)

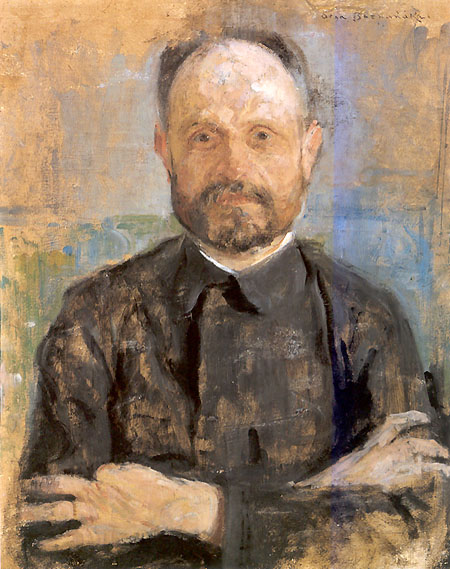
Wincenty Lutosławski – współzałożyciel stowarzyszenia Eleusis

Eleusis – stowarzyszenie o zabarwieniu religijno-filozoficznym (nawiązujące w nazwie do greckiego miasta Eleusis, słynnego z misteriów kultu Demeter i Persefony), założone przez Wincentego Lutosławskiego oraz Joachima Sołtysa w 1902 roku. Miało duży wpływ ideowy na powstałe później harcerstwo.
Członkowie Eleusis nazywali się elsami (od greckich słów: Eleutheroi laon soteres – wolni wybawicielami ludów).

## Ideologia Eleusis
Eleusis było stowarzyszeniem, szerzącym poczwórną wstrzemięźliwość od alkoholu, tytoniu, hazardu i rozpusty, nawiązującym pośrednio do Koła Sprawy Bożej Andrzeja Towiańskiego. Ideowym celem była odnowa narodu polskiego, poprzez przygotowane w Eleusis elity. Dla tego celu członkowie:
- dzień rozpoczynali o godz. 5 rano zimną kąpielą[2],
- odbywali studia jogi, filozofii indyjskiej, filozofii Platona (w której Lutosławski jako filozof odniósł uprzednio sukces naukowy), ezoterycznych interpretacji dzieł Mickiewicza,
- praktykowali jogę indyjską (w postaci dostosowanej przez samego Lutosławskiego),
- kultywowali katolicką pobożność,
- propagowali bohaterstwo i karność,
- ćwiczyli krótkotrwałe i długookresowe posty[3],
- przestrzegali wegetariańskiej diety[2].

W początkowej fazie rozwoju ruchu, jego założyciel Wincenty Lutosławski pełnił wobec członków funkcję porównywalną do indyjskiej roli guru. Wraz ze wzrostem liczebności elsów, funkcje bardziej indywidualnego przewodnictwa duchowego sprawowali „starsi bracia”.

## Działalność Eleusis
„Eleusis” działający głównie wśród studentów lwowskich i krakowskich uczelni przez kilka lat skupiał się wokół osoby prof. Wincentego Lutosławskiego – filozofa o międzynarodowej sławie. Organizował on min. coroczne eleuzynia – spotkania dyskusyjne w Zakładzie Leczniczym dr. Tarnawskiego w Kosowie. „Eleusis” próbowało tworzyć swoje komórki wśród młodzieży gimnazjalnej tworząc „Związki Nadziei”.
Eleusis to ruch religijny, katolicki. Nie ma w nim miejsca dla manowierców czy niekatolików, choć Eleusis popiera zawieranie podobnych towarzystw np. wśród Żydów, czy socjalistów (np. Towarzystwo Trzeźwości). „Eleusis” to ruch narodowy – „bo taka jednolitość ducha zwiększa siły tych, co służą jednej sprawie.”

## Eleuzys
Z ruchu abstynencji alkoholowej Eleuterja w 1903 roku wyłonił się bardziej skrajny odłam „Eleusys”, szerzący poczwórną wstrzemięźliwość od alkoholu, tytoniu, kart i rozpusty. Elsowie ze Lwowa inicjatorzy ruchu, już w 1902 proponowali próbę wstrzemięźliwości na rok. Koło krakowskie uznało to za kompromis nie do przyjęcia. Dla odmiany elsowie krakowscy nazwali się „Eleusis”. Różnice te widać na przykładzie statutów „Eleuzys” i „Eleusis”.
Hasło poczwórnej wstrzemięźliwości ma służyć nadto, by zjednoczyć elitę narodu w zwarte szeregi, a z ludzi wstrzemięźliwych wybierać tych, co ważniejsze funkcje wychowawcze pełnić winni. Jedyny sposób utrudnienia przystępu lichym charakterom, jest żądanie zobowiązania od razu i na całe życie, i nadanie temu zobowiązaniu formy uroczystej przysięgi publicznej (...). To ludzi niezdecydowanych i niepowołanych odstraszy – a ludzi pewnych i czujących powołanie do służby narodowej przyciągnie (...)
Eleusis jest także zakonem, nie zaś zwykłym jakimś towarzystwem. Bo cechą zakonu są dożywotnie śluby. Els składa ślub wstrzymania się przez całe życie od czterech nałogów, które dziś panują w ludzkości i narody całe o upadek przyprawiają. Aby wytrwać w takiej wstrzemięźliwości, trzeba powołania.

## Członkowie Eleusis
Do bardziej znanych elsów należeli:
- Maksymilian Basista,
- Ignacy Buła,
- Jan Dziuba,
- Jerzy Grodyński,
- Józef Kostrzewski[2],
- Ignacy Kozielewski,
- Feliks Łatka,
- Andrzej Małkowski,
- Wiktor Mandrysz,
- Maksymilian Piełka,
- Stanisław Pigoń (przewodniczący Eleusis w Wilnie),
- Józef i Wilhelm Połomscy
- Tadeusz Strumiłło,

a z kobiet:
- Olga Drahonowska
- Jadwiga Falkowska.

Członkowie Eleusis mieli duży wpływ na oblicze ideowe tworzącego się w latach 1910–1911 harcerstwa (polskiej odmiany skautingu). To za sprawą instruktorów pochodzących z Eleusis wprowadzono zapis w 10. punkcie polskiego Prawa Harcerskiego: Harcerz (...) nie pali tytoniu, nie pije napojów alkoholowych, który jakkolwiek jest ewenementem w skali światowego ruchu skautowego, pozostaje zbieżny z opinią twórcy skautingu Roberta Baden-Powella dotyczącą szkodliwości alkoholu i jego zaleceniami niepalenia przez skautów tytoniu.
Elsowie stanowili naturalną przeciwwagę dla militarystycznych i gimnastycznych wpływów Zarzewia i Sokoła w młodym ruchu harcerskim. Przejawiało się to m.in. w powołaniu na przełomie 1911/1912 na Zjeździe w Krakowie grupy „Gniazdo”, która zrzeszyła Elsów pracujących w harcerstwie. Krzyż harcerski – najważniejszy symbol polskiego skautingu jest również tworem elsa – ks. dr. Kazimierza Lutosławskiego, młodszego brata przyrodniego założyciela Eleusis.
W 1912 nastąpił rozłam w towarzystwie Eleusis, w trakcie którego część studentów postanowiła odłączyć się od działalności przywódcy, a sam Lutosławski założył Towarzystwo Kowali.

## Polskie Eleusis na Górnym Śląsku
Najaktywniejsze koła towarzystwa działały w latach 1903–1914 w Gliwicach, Zabrzu i Rybniku. Władze pruskie uważały elsów za działaczy wywrotowych. W styczniu i listopadzie 1905 osądzono i skazano 47 członków towarzystwa. Oskarżenia dotyczyły działalności propolskiej. Śląskie Eleusis stawiało sobie za cel wychowanie kadry działaczy polskich. Jego członków Niemcy oskarżyli o przynależność do tajnego związku, zdradę stanu i działalność zmierzającą do oderwania części ziem od Rzeszy. Pomimo stanowczych działań organów władzy pruskiej ruch nie upadł. W latach 1907–1914 w 44 śląskich miejscowościach istniały koła elsów, przygotowujące grupę przyszłych działaczy polskiego ruchu narodowego na Śląsku.